# 孔秀
孔秀，为三國虛構人物，在《三国志》中并无此人。

## 《三國志平話》
《三國志平話》提及曹操帶著一百三十萬大軍到夏口，致信勸孫權稱臣，也提及自身曾經在洛陽戰勝並生擒孔秀。

## 《三國演義》
根据《三国演义》第27回记载，孔秀为曹操部下，负责镇守东岭关。关羽护送甘、糜二嫂投奔刘备，经过第一关的东岭关时，关羽因未取得曹操放行文书，行程受到孔秀阻挠，被关羽斩杀。是关羽在过五关斩六将中所斩的第一名将领。
1. ↑  《三國志平話卷中》令人喚至當面，呈書與孫權，看書：「……操親奉皇宣，授持帝命；驅百萬之師，掃四方之妖孽；見誅呂布於下邳，斬公孫瓚於河內，滅袁譚於青州；到汴梁立捉張茂，至洛陽生擒了孔秀……」